# Noortje de Brouwer
Noortje de Brouwer, född 9 mars 1999, är en nederländsk konstsimmare. Hennes tvillingsyster Bregje de Brouwer är också en konstsimmare.

## Karriär
Vid olympiska sommarspelen 2020 i Tokyo, som arrangerades 2021, slutade de Brouwer på nionde plats tillsammans med Bregje de Brouwer i partävlingen.
I februari 2024 vid VM i Doha tog de Brouwer silver i det fria parprogrammet tillsammans med Bregje de Brouwer. I juni 2024 tog de guld tillsammans i både det fria och tekniska parprogrammet vid EM i Belgrad. Vid olympiska sommarspelen 2024 i Paris tog de Brouwer brons tillsammans med Bregje de Brouwer i partävlingen.